# بيلي كونولي
بيلي كونولي (بالإنجليزية: Billy Connolly) هو عازف بانجو وكوميدي ارتجالي وممثل بريطاني، ولد في 24 نوفمبر 1942 بغلاسكو في المملكة المتحدة.

## أعمال

### أفلام
- (1995) بوكاهونتاس[8][9][10][11]
- (2003) ذا لاست ساموراي[12]
- (2004)  سلسلة من الأحداث المأساوية[13]
- (2005) الأرستقراطيون
- (2005) فاك
- (2006) موسم صيد[14]
- (2009) موسم صيد 2
- (2010) رحلات غاليفر[15][16][17]
- (2012) أسطورة مريدا[18][19][20][21]
- (2013)  قفرة سموغ
- (2014)  معركة الجيوش الخمسة

## وصلات خارجية
- بيلي كونولي على موقع IMDb (الإنجليزية)
- بيلي كونولي على موقع الموسوعة البريطانية (الإنجليزية)
- بيلي كونولي على موقع روتن توميتوز (الإنجليزية)
- بيلي كونولي على موقع ألو سيني (الفرنسية)
- بيلي كونولي على موقع ميوزك برينز (الإنجليزية)
- بيلي كونولي على موقع أول موفي (الإنجليزية)
- بيلي كونولي على موقع قاعدة بيانات الأفلام السويدية (السويدية)
- بيلي كونولي على موقع إن إن دي بي (الإنجليزية)
- بيلي كونولي على موقع أول ميوزيك (الإنجليزية)
- بيلي كونولي على موقع ديسكوغز (الإنجليزية)